# Eduard von Schele zu Schelenburg

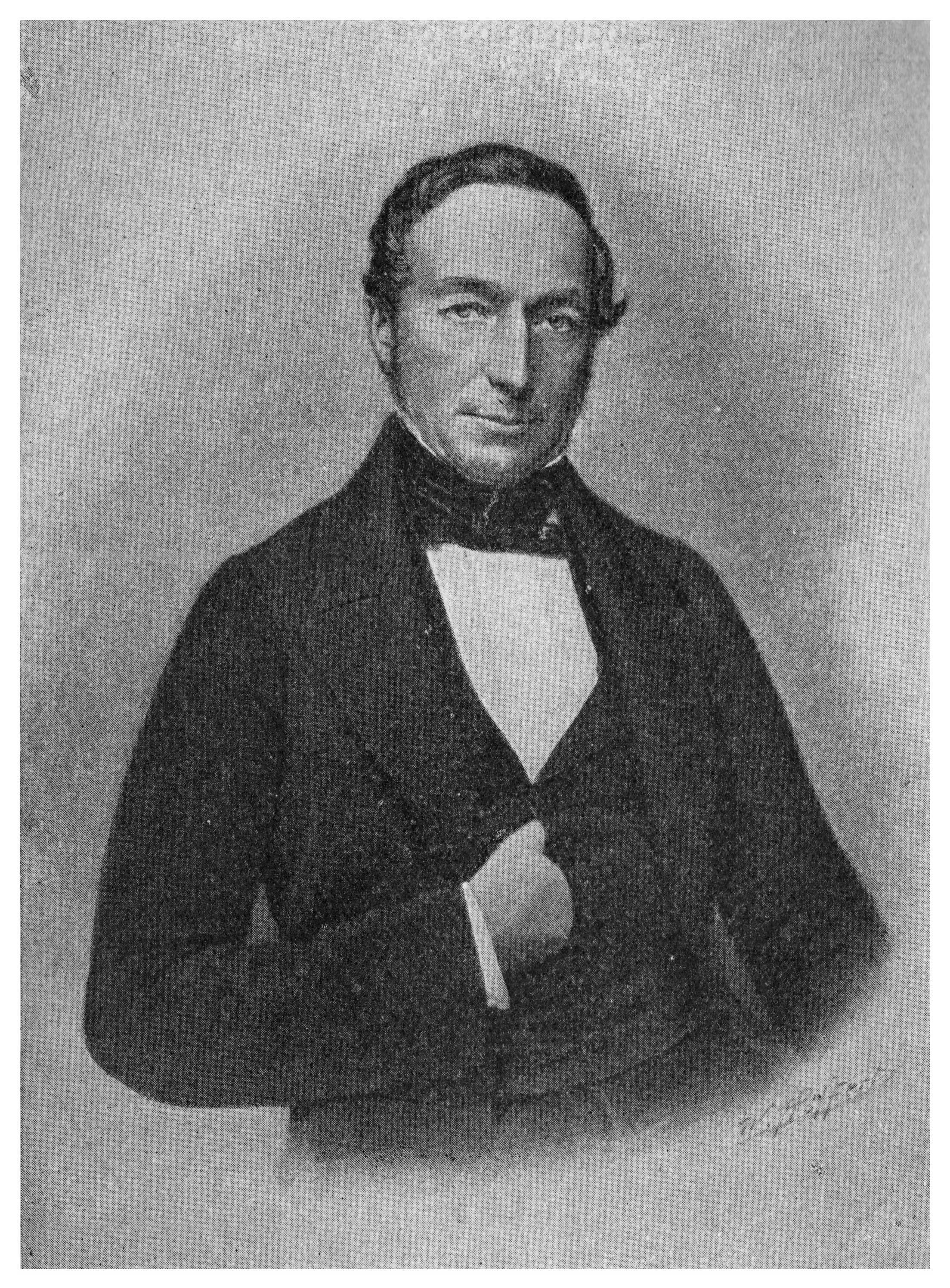
Eduard von Schele

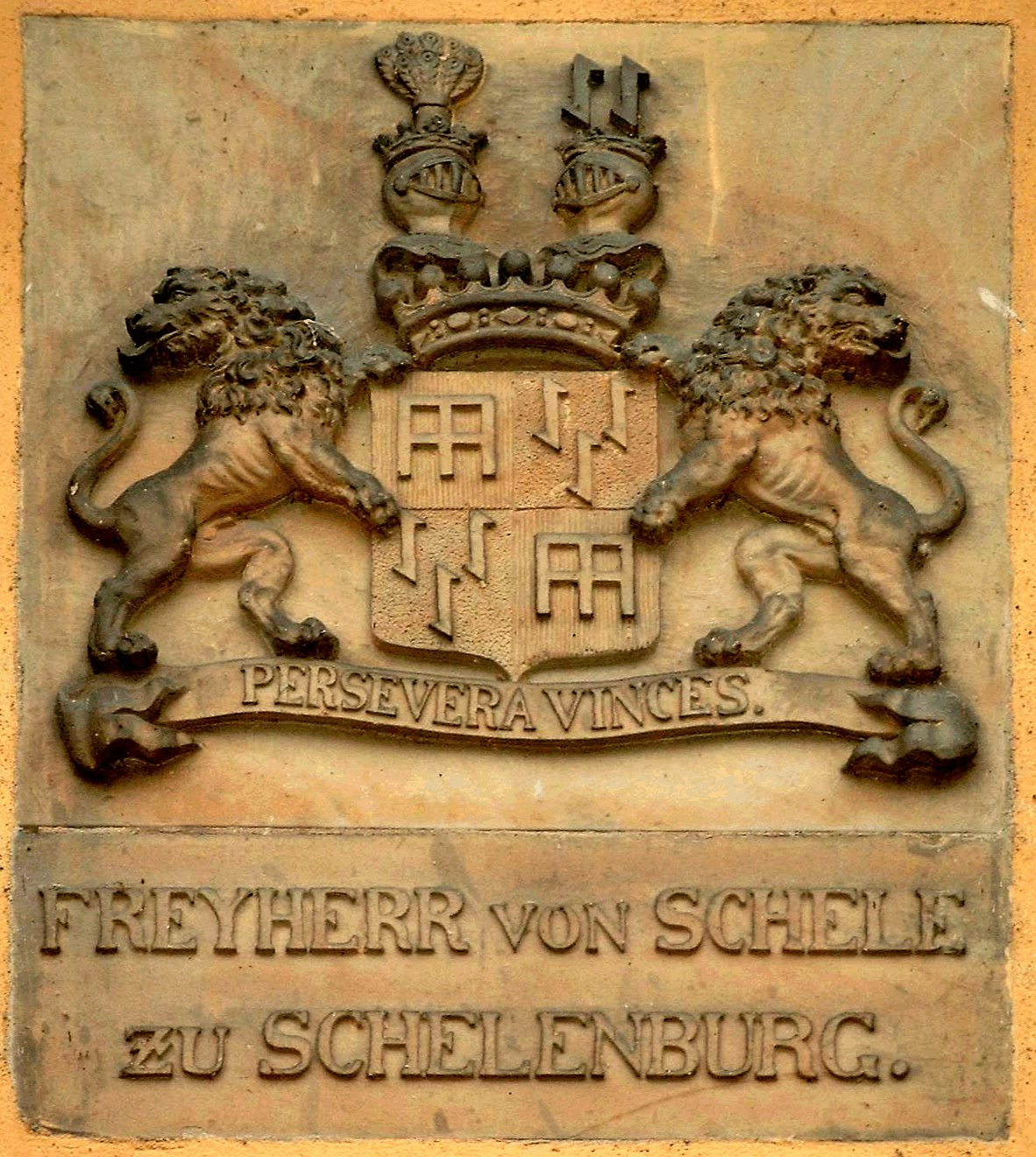
Wappen der Familie
Schele zu Schelenburg

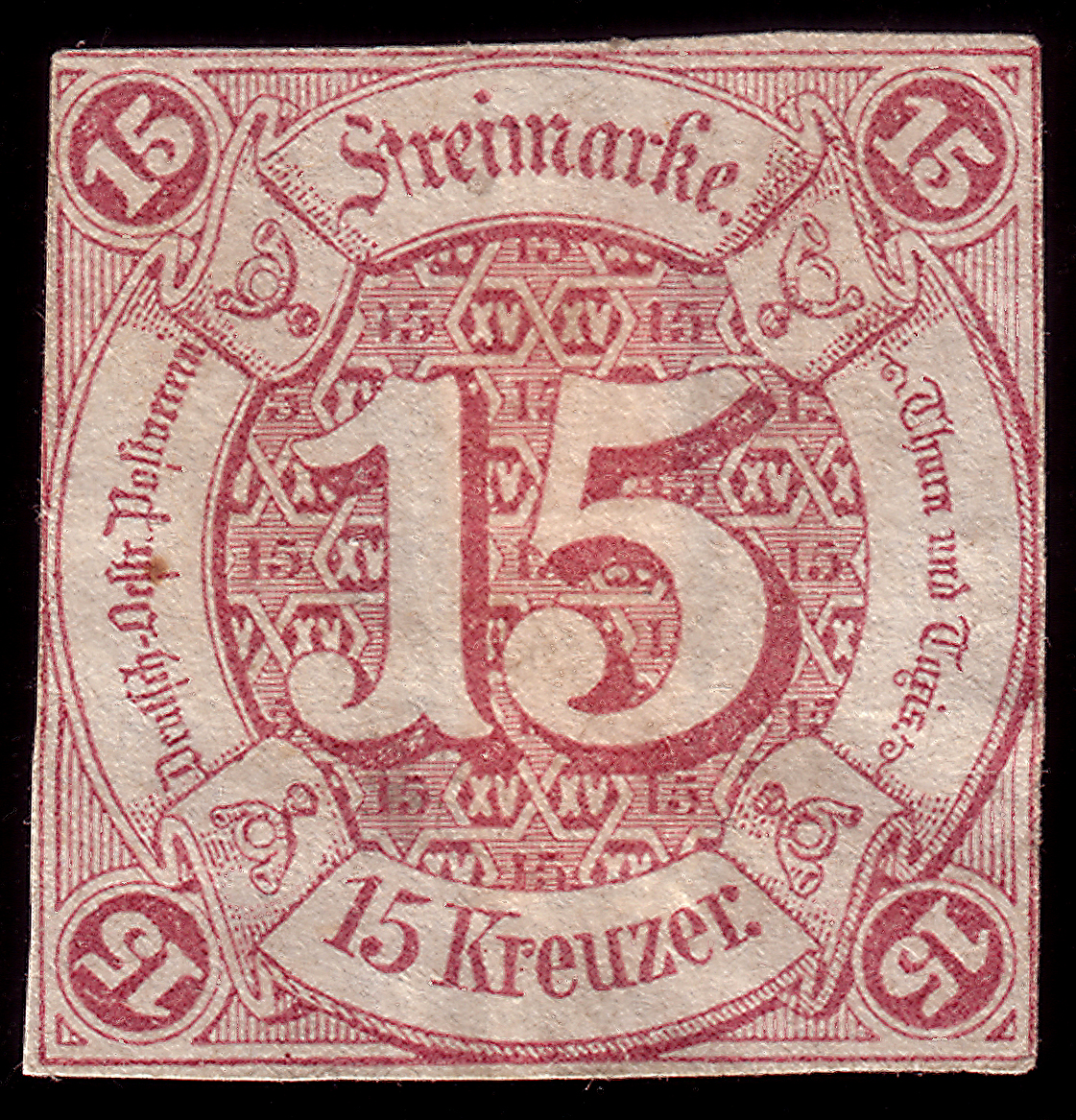
Thurn und Taxis Briefmarke aus Scheles Amtszeit (1859)

Eduard August Friedrich Freiherr von Schele zu Schelenburg (* 23. September 1805 in Schelenburg; † 13. Februar 1875 in Frankfurt am Main) war Ministerpräsident des Königreichs Hannover und Generalpostmeister der privaten Thurn-und-Taxis-Post in Frankfurt am Main.

## Leben
Schele wurde am 23. September 1805 auf Schelenburg als Sohn des hannoverschen Ministers Georg von Schele zu Schelenburg geboren, welcher den Staatsstreich Ernst Augusts I. von 1837 geplant und ausgeführt hatte. Schele besuchte das Lyceum in Hannover und studierte von 1823 bis 1826 Rechtswissenschaften an der Universität Göttingen, wo er Mitglied des Corps Hannovera wurde.
Danach trat er in die Ministerialbürokratie des Königreichs Hannover ein und wurde 1844 auch zur Ausbildung des Kronprinzen mit herangezogen. 1847 wurde er Justizminister, trat aber ein Jahr später mit Beginn des Ministeriums Stüve zurück. Nach einer politischen Auszeit trat er 1850 wieder in die Dienste des Königreichs und wurde Bundestagsgesandter für das Königreich Hannover bei der deutschen Bundesversammlung des Deutschen Bundes in Frankfurt am Main.
Nach dem Tod von König Ernst August im Jahre 1851 wurde er zum Ministerpräsidenten („Ministerium Schele“) ernannt. In diesem Ministerium trafen Interessenvertreter des Adels und des Bürgertums aufeinander, Schele wie auch der Kultus- und spätere Finanzminister Georg Heinrich Bacmeister neigten letzteren zu. Der Streit dieser Parteien ließ auf Dauer keine konstruktive Regierungsarbeit zu, so dass das Ministerium Schele am 21. November 1853 entlassen wurde.
1858–67 wurde Schele bis zur Verstaatlichung durch Preußen Generalpostdirektor des privaten Postunternehmens der Fürsten von Thurn und Taxis in Frankfurt am Main, wo er auch seinen Lebensabend verbrachte. Er wurde in Schelenburg begraben.